# 国際機関の公用語の一覧
国際機関の公用語の一覧（こくさいきかんのこうようごのいちらん）

## 世界的機関
国際連合（国連、UN）

ただし、国連事務局の作業言語は英語とフランス語のみ
経済協力開発機構 (OECD)
世界貿易機関 (WTO)
国際電気通信連合 (ITU)
国際電気標準会議 (IEC)
国際標準化機構 (ISO)
万国郵便連合 (UPU)
国際労働機関
国際司法裁判所
国際刑事裁判所
国際海洋法裁判所
列国議会同盟
会議ではスペイン語とアラビア語の同時通訳あり。
イスラム協力機構
国際オリンピック委員会
フランス語と英語で解釈の相違が生じた場合、フランス語の解釈を優先する。
国際サッカー連盟 (FIFA)
国際連盟

## 地域内機関
アフリカ連合
アラブ連盟
アラブ・マグレブ連合
欧州連合 (EU)

原則として加盟国の公用語全てがEUの公用語となる。今後も加盟拡大に伴って増加することになる。ただし一部の言語については限定的な扱いとなっている。
北大西洋条約機構 (NATO)
石油輸出国機構 (OPEC)
東南アジア諸国連合 (ASEAN)
メルコスール
南米共同体
西アフリカ諸国経済共同体
米州機構 (OAS)
北欧理事会
南アジア地域協力連合
湾岸協力会議

## 国際非政府組織
国際標準化機構 (ISO)
国際オリンピック委員会 (IOC)
国境なき医師団 (MSF)
国際アーカイブズ評議会 (ICA)